# Корум
Ко́рум — герой книг Майкла Муркока, принц полугуманоидной расы вадагов и одна из четырёх основных инкарнаций Вечного Воителя.

## Имя
Полное имя Корума — Ко́рум Джайли́н Ирси́ или Джаеле́н Ирсе́и (Corum Jhaelen Irsei), что, по утверждению автора, означает «Принц в алом плаще». Это имя является, однако, анаграммой имени другого муркоковского персонажа — Джеремии Корнелиуса (Jheremia Cornelius).

## Внешность
Поскольку Корум не принадлежит к человеческой расе, его внешность скорее напоминает эльфа из книг Дж. Р. Р. Толкина: долихоцефальное строение черепа, вытянутые уши без мочек, глаза без зрачков с багровой радужкой. Также отличительная черта его внешнего вида — алый плащ (отсюда и прозвище). В трилогии «Повелители мечей» Корум вместо левой кисти и правого глаза носит глаз Ринна и руку Кулла, части тел поверженных Потерянных Богов.

## Хронология жизни персонажа

### Первая трилогия («Повелители Мечей», 1971 г.)
1. «Рыцарь Мечей (Валет Мечей)», 1971 г.
2. «Королева Мечей», 1971 г.
3. «Король Мечей», 1971 г.

В этой трилогии Корум выступает как защитник человечества, которому грозят боги Хаоса. Хотя человечество уничтожило весь его народ, Корум защищает его из любви к красавице Ралине и из дружбы к Спутнику Героев — Джерри-а-Коннелю. Ему приходится сражаться с тремя богами — Валетом Мечей (Ариохом), Королевой Мечей (Ксиомбарг) и Королём Мечей (Мабельродом); соответственно, так же называются романы, из которых состоит трилогия. В именах богов виден намёк на образы карт Таро. С помощью древнего бога Кулла, Коруму удаётся одолеть богов. Вообще, Корум - уникальный персонаж даже для фантастической литературы - смертный, карающий богов.

### Вторая трилогия («Серебряная рука», 1973—1974 гг.)
1. «Бык и копьё», 1973 г.
2. «Дуб и овен (Дуб и баран)», 1973 г.
3. «Меч и конь (Меч и жеребец)», 1974 г.

Во второй трилогии уже гораздо больше, чем в первой, заметны элементы кельтской мифологии. Корум переносится в некий мир, похожий на средневековую Ирландию; ему предстоит спасти этот мир от чудовищных существ Фой-Мьёр (вероятно, аллюзия на фоморов кельтской мифологии), насылающих на земли народа Туа-на-Кремм Кройх нескончаемую зиму. В итоге он выполняет свою миссию, но и сам гибнет, одержав три так называемые «ложные победы».
- Первая «ложная победа» Корума заключалась в том, что он сумел добыть для народа Туа-на-Кремм Кройх волшебное копьё Брионак, и поразил этим копьём священное животное — исполинского быка. Кровь быка омыла землю, и часть её освободилась от холода (но никаких глобальных изменений в мире в целом не произошло — Фой-Мьёр не были повержены, кроме одного, убитого Корумом при помощи быка).
- Вторая «ложная победа» Корума — спасение от безумия верховного короля людей — Эмергина. Это вселило надежду на объединение земель и то, что вместе люди дадут врагам отпор. Попутно Корум одерживает верх ещё над одним Фои-Миоре - Шренгом Семь Мечей (в котором угадываются черты врага Корума - Гландита).
- Результатом этого стало то, что в битве с Фои-Миоре почти весь народ был перебит. Тогда Корум призвал в союзники демонических существ — Малибанов, и только с их помощью удалось, наконец, открыть врата в другой мир и изгнать туда Фой-Мьёр. Это и была третья «ложная победа» Корума (ложная потому, что сами демоны малибаны остались в мире).

Дагдаг предлагает Коруму  и принцу Гейнору Проклятому уйти из этого мира. Гейнор соглашается, но Корум отказывается и погибает.

## Кельтские мотивы в «Хрониках Корума»
В основном кельтские мотивы сосредоточены во второй трилогии. Само её название восходит к ирландским мифам о Племенах богини Дану и герое Нуаду, у которого была самодвижущаяся серебряная рука. Кроме того, образы некоторых богов — Дагды, Балора, а также сидов и некоторых людей (например, королевы Медб) перешли из мифов в книги Муркока почти нетронутыми.
Подробнее об этом см. глоссарий на сайте Танелорн

## Корум в других книгах М. Муркока

### «Спящая волшебница» (1971) и «Плывущий по морям судьбы» (1976)
Романы относятся к циклу об Элрике. В них Элрик встречается с Корумом и Эрикезе, и вместе они побеждают злых колдунов. События, описанные в «Спящей волшебнице», уже с точки зрения Корума изложены в романе «Король Мечей» (1971 г.)

### «В поисках Танелорна» (1975)
Роман из цикла о Дориане Хокмуне. В нём рассказывается о плавании, которое совершил Корум вместе с другими Героями, искавшими вечный город Танелорн. Согласно этой книге, Корум попал на корабль, плывущий к Танелорну, уже после своей земной смерти. Эти же события изложены с точки зрения Элрика в романе «Плывущий по морям судьбы» (1976 г.)

## Враги Корума
Главными противниками Корума являются:
- граф Гландит-а-Краэ (в др. переводе герцог Гландит а-Край), убивший всю семью Корума и покалечивший его самого (он отрубил Коруму руку и выжег глаз). Стремление отомстить Гландиту — основа сюжета всей первой трилогии.
- Принц Гейнор Проклятый — постоянный противник Вечного Воителя в книгах М. Муркока, обречённый на бессмертие и страдающий из-за этого. В первой трилогии принц Гейнор — эпизодический персонаж (появляется только во время осады Хельвиг-нан-Вейка, главнокомандующий войсками королевы Ксиомбарг), во второй — один из главных врагов Корума.
- в первой трилогии противниками Корума являются Повелители Хаоса. Из воплощений Вечного Воителя Корум - единственный, кто в противостоянии Хаоса и Закона всё время находится на стороне Закона (что не мешает ему выражать недовольство, что Повелители Закона используют смертных в своих целях).

## Друзья и возлюбленные Корума
- Ралина, маркграфиня Мойдел — первая и основная любовь Корума.

- Медб, принцесса, затем королева — девушка, которую Корум полюбил через много лет после смерти Ралины, очень похожа на неё. Наделена демоническими чертами.

- Джери-а-Конел — вечный спутник Вечного Воителя, весельчак и поэт.

- Кулл — древний бог, никому не подчиняющийся и потому обладающий непомерной силой. Вместе со своим братом Ринном уничтожил богов Хаоса и Порядка, чтобы сделать человечество свободным.

## Связь с остальными произведениями М. Муркока
«Хроники Корума», в отличие от многих других циклов М. Муркока, обладают линейным сюжетом, и поэтому вполне логично вписываются в общую хронологию всей Саги о Вечном Воителе.